# باتريك شيلينغ
باتريك شيلينغ (بالإنجليزية: Patrick Schelling)‏ (و. 1990  م) هو راكب دراجة هوائية سويسري.

## سباقات أو مراحل فاز بها
| التاريخ        | السباق                                                        | المركز                                          |
| -------------- | ------------------------------------------------------------- | ----------------------------------------------- |
| 17 مارس 2013   | شوليه باي دي لوار 2013                                        | التاسع في التصنيف العام                         |
| 17 أبريل 2016  | طواف لوار وشير 2016                                           | الفائز في التصنيف العام                         |
| 09 يوليو 2016  | طواف النمسا 2016                                              | الثالث في التصنيف العام، التاسع في تصنيف الجبال |
| 28 أغسطس 2016  | 2016 Croatia–Slovenia                                         |                                                 |
| 09 سبتمبر 2017 | 2017 Tour du Jura                                             |                                                 |
| 05 نوفمبر 2017 | طواف هاينان 2017                                              | الثالث في تصنيف الجبال، الثامن في التصنيف العام |
| 17 يونيو 2018  | 2018 Oberösterreich Rundfahrt                                 |                                                 |
| 01 يوليو 2018  | 2018 Switzerland National Road Cycling Championships - Men RR |                                                 |
| 14 يوليو 2018  | طواف النمسا 2018                                              | الرابع في التصنيف العام                         |
| 19 أغسطس 2018  | طواف المجر 2018                                               | الرابع في التصنيف العام، السابع في تصنيف الجبال |
| 31 أكتوبر 2018 | طواف هاينان 2018                                              | الرابع في التصنيف العام                         |

## روابط خارجية
- باتريك شيلينغ على موقع الاتحاد الدولي للدراجات (الإنجليزية)
- باتريك شيلينغ على موقع أرشيف الدراجات (الإنجليزية)
- باتريك شيلينغ على موقع إحصائيات الدراجات الإحترافية (الإنجليزية)
- باتريك شيلينغ على موقع نسبة الدراجات (الإنجليزية)
- باتريك شيلينغ على موقع CycleBase (الإنجليزية)